# Brahe

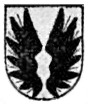
Familie-
wapen

Brahe is de naam van een adellijk geslacht afkomstig uit Skåne dat erg invloedrijk was in de Deense en Zweedse politieke geschiedenis; het geslacht zou oorspronkelijk van Zweedse origine zijn. Het eerste familielid dat in documenten verscheen is vermoedelijk Verner Braghde uit Halland. Beter omschreven is Pedre Braghe uit Gyllebo die voorkwam in 14e-eeuwse geschriften. Hij was de vader van twee zonen, Axel en Thorskild, waarvan Axel de Deense lijn zou vormen en Thorskild de Zweedse lijn.
Per Brahe de Oude werd in 1561 door koning Erik XIV van Zweden tot graaf verheven en in 1621 werd de familie tot het Ridderhuis (Riddarhuset) toegelaten. De Zweedse familielijn stierf in 1930 uit, de Deense vermoedelijk al in de 18e eeuw. 

## Deense lijn
- Axel Brahe (overleden. 1551), raadspensionaris.
- Jørgen Brahe (1515-1565),
- Tycho Brahe (1546-1601), astronoom
- Sofie Brahe (1556-1643), alchemist
- Sten Brahe (1547-1620), diplomaat
- Jørgen Brahe (1585-1661), raadspensionaris, leenman
- Karen Brahe (1657-1736),

## Zweedse lijn
- Thorskil Brahe (??)
- Per Brahe de Oude (1520-1590)
- Erik Brahe (1552-1614), raadspensionaris
- Gustav Brahe (1558-1615), veldmaarschalk
- Magnus Brahe (1564-1633)
- Abraham Brahe (1569-1630), rijksraad
- Ebba Brahe (1596-1674),
- Per Brahe de Jonge (1602-1680)